# Aaron Yan
Aaron Yan Ya Lun (cinese tradizionale: 炎亞綸 ; cinese semplificato: 炎亚纶 ; pinyin: Yán Yǎlún; Taipei, 20 novembre 1985) è un modello, cantante e attore taiwanese.
È il membro più giovane della boy band taiwanese Fahrenheit.

## Biografia
Quando Aaron ancora piccolo, la sua famiglia si trasferì nel Connecticut, Stati Uniti d'America, dove ha frequentato la scuola elementare per cinque anni. In seguito è tornato a Taiwan per proseguire la sua istruzione.
Parla e comprende cinese, taiwanese, inglese, oltre ad un po' di giapponese e cantonese. Ha studiato fino al secondo anno alla Chinese Culture University, frequentando un corso di giornalismo. Tuttavia, a causa della grande influenza che la sua carriera aveva sugli studi, si è trasferito alla Jin Wen University of Science and Technology, dove segue un corso di laurea in lingua inglese. Dopo essere entrato nei Fahrenheit, la sua compagnia gli ha cambiato il nome da Arron Wu Geng Lin a Aaron Yan Ya Lun.

## Filmografia
| Anno | Titolo                                     | Stato       | Ruolo                                                                       |
| ---- | ------------------------------------------ | ----------- | --------------------------------------------------------------------------- |
| 2009 | 愛似百匯 / Love Buffet                     | Televisione | Xing Yi Cheng / 刑一诚                                                      |
| 2009 | 終極三國 / K.O.3an Guo                     | Televisione | Ding Xiao Yu / 丁小雨                                                       |
| 2008 | 霹靂MIT / Mysterious Incredible Terminator | Televisione | "007" 詹士德 / "007" Zhan Shi De                                            |
| 2007 | 惡作劇2吻 / They Kiss Again                | Televisione | Ah Bu / 阿布 / Ryo                                                          |
| 2007 | 終極一家 / The X-Family                    | Televisione | Jiu Da Zhang Lao Wu / 灸亣镸荖‧舞 (Meng Zhu / 盟主) / Ding Xiao Yu / 丁小雨 |
| 2005 | 終極一班 / KO One                          | Televisione | Ding Xiao Yu /丁小雨                                                        |
| 2005 | 惡作劇之吻 / It Started With a Kiss        | Televisione | Ruolo minore; come Ah Bu / 阿布 / Ryo                                       |
| 2004 | 安室愛美惠 / I Love My Wife                | Televisione | Ospite                                                                      |
| 2011 | 陽光天使 / Sunshine Angel                  | Televisione | Professor Ai Lun / 艾綸教授                                                 |
| 2012 | 給愛麗絲的奇蹟 / Alice In Wonder City      | Televisione | He Ting Yu / 賀霆宇                                                         |
| 2013 | 就是要你愛上我 / Just You                  | Televisione | Qi Yi / 齊翼                                                                |
| 2014 | 愛上兩個我 / Ai shang liang ge wo          | Televisione | Lu Tian Xing / 路天行 /Xiao Lu / 小鹿                                       |
| 2015 | Dear Mom                                   | Televisione | Shika                                                                       |
| 2016 | Refresh Man / 後菜鳥的燦爛時代             | Televisione | Ji Wen Kai                                                                  |

Originariamente, Aaron avrebbe dovuto recitare nel drama 翻滾吧!蛋炒飯 / Rolling Love insieme al compagno di band Jiro Wang, ma prima che ciò potesse avvenire è riuscito ad ottenere il ruolo di attore protagonista in un altro drama, 霹靂MIT / Pi Li MIT / Mysterious Incredible Terminator.
Dopo le riprese di Mysterious Incredible Terminator, Aaron e la sua controparte femminile Gui Gui hanno firmato un contratto per recitare insieme in un altro drama, intitolato Tao Hua Ai Wu Di, che è basato su un manga molto venduto in Giappone, Tao Hua Mei Mei. Le riprese per tale drama erano iniziate, ma furono poi cancellate quando ad Aaron è stata data l'opportunità di recitare in un altro drama, Love Buffet. Egli avrebbe voluto recitare in entrambi i drama, ma la sua compagnia scelse di farlo partecipare solamente a Love Buffet.
Nel 2017 si è apertamente dichiarato gay.

## Carriera musicale
Yan è stato il secondo e il più giovane membro ad unirsi ai Fahrenheit. Ha il ruolo di tenore nel gruppo. La temperatura da lui rappresentata è quella del freddo inverno, a 41 gradi Fahrenheit. Rappresenta anche l'"affascinante" (cinese tradizionale: 迷; pinyin=mí). Yan ha cantato un assolo per la colonna sonora del drama The X-Family, Yuan Yi Bu Ai Ni (Willing To Not Love You). Inoltre, ha cantato un duetto intitolato Ti Amo con la sua collega minore, Liu Li Yang, canzone che compare anche nel secondo album del gruppo, Two-sided Fahrenheit.
Yan, insieme agli altri tre membri dei Fahrenheit, ha pubblicato il primo album autointitolato del gruppo il 15 settembre 2006, ed il loro secondo album, Two-sided Fahrenheit, il 4 gennaio 2008. Il terzo album dei Fahrenheit, Love You More and More, è stato pubblicato il 2 gennaio 2009.
Il gruppo ha anche contribuito alle colonne sonore di varie serie televisive, tra cui KO One, Tokyo Juliet, Hanazakarino Kimitachihe, The X-Family, Romantic Princess, Rolling Love e Mysterious Incredible Terminator. Nel 2008, i Fahrenheit hanno organizzato il loro primo grande tour, grazie al quale hanno girato tutta l'Asia.

## Infortunio
Yan ha subito un'operazione chirurgica al ginocchio nel 2006, a causa di un infortunio che non gli ha permesso di seguire il gruppo nel tour promozionale del primo album, sia a Taiwan che all'estero. Nel 2007 ha ripetuto l'operazione.